# Pellucistoma magniventra
Pellucistoma magniventra är en kräftdjursart som beskrevs av Edwards 1944. Pellucistoma magniventra ingår i släktet Pellucistoma och familjen Cytheromatidae. Inga underarter finns listade i Catalogue of Life.